# Publius Cornelius
Publius Cornelius est un homme politique romain du IVe siècle av. J.-C., membre de la gens patricienne des Cornelii.
Il est élu à deux reprises tribun militaire à pouvoir consulaire (une magistrature qui, au début de la République romaine, s'est substituée au consulat de façon irrégulière entre 444 et 367 av. J.-C.), avec cinq collègues :
- en 389 av. J.-C. avec Lucius Valerius Publicola, Lucius Verginius Tricostus, Aulus Manlius Capitolinus, Lucius Æmilius Mamercinus et Lucius Postumius Albinus Regillensis[1]. Pendant son mandat, alors que commence la reconstruction de Rome, dévastée l'année précédente lors du sac de Rome par les Gaulois, il est chargé de commander la défense de la ville[2].

- en 385 av. J.-C., avec Titus Quinctius Cincinnatus Capitolinus, Lucius Quinctius Cincinnatus Capitolinus, Aulus Manlius Capitolinus, Lucius Papirius Cursor et Gnaeus Sergius Fidenas. Cette année-là,Son collègue Aulus Manlius convainc le Sénat de nommer Aulus Cornelius Cossus dictateur pour faire face à une attaque des Volsques soutenus par les Latins et les Herniciens[2].